# Eric Thal
 Eric Thal (ur. 10 sierpnia 1965 w Nowym Jorku) – amerykański aktor filmowy, telewizyjny i teatralny, muzyk.

## Życiorys

### Wczesne lata
Przyszedł na świat w Nowym Jorku jako najmłodszy z pięciorga dzieci inżyniera elektryka Herberta L. Thala Jr. i Joan. Wychowywał się w Filadelfii. Zaczął występować jako magik i  w wieku 14 lat rozpoczął naukę aktorstwa pod kierunkiem Richarda Brewera z Hedgerow Theatre. Ukończył The Haverford School i przez rok uczęszczał do Lafayette College w Easton, w stanie Pensylwania, gdzie specjalizował się w zakresie inżynierii, zanim przeniósł się do Nowego Jorku, aby kontynuować aktorstwo. Imał się wielu zajęć, wykonywał pracę telemarketera, kelnera, pracownika budowlanego, dozorcy i masażysty. Uczył się aktorstwa w nowojorskim Neighborhood Playhouse Theatre u Richarda Pintera i studiował klasyczny teatr z Adą Brown Mather.
Związany był z Penelope Ann Miller.

### Kariera
Od 1990 poświęcił się muzyce, grając na gitarze, perkusji i pianinie. Pracował jako nauczyciel języka angielskiego i trener dialektu.
Po udziale w reklamach w Nowym Jorku, zadebiutował w niewielkiej roli chasydzkiej uczonego, który angażuje się w związek z policjantką (Melanie Griffith) w melodramacie kryminalnym Sidneya Lumeta Obcy wśród nas (A Stranger Among Us, 1992). I choć do filmu nie udało się przekonać krytyków i publiczność, jego rola została chwalona. Później zagrał policjanta (i męża antybohaterki) w komedii Betty Lou strzela (The Gun in Betty Lou's Handbag, 1992), a następnie wystąpił w roli heteroseksualnego Ricka, który doprowadzony zostaje do samobójstwa po intymnym spotkaniu z artystą (Will Smith) w komediodramacie Szósty stopień oddalenia (Six Degrees of Separation, 1993).
Thal zagrał później niezadowolonego syna Donalda Sutherlanda we Władcach marionetek (1994). Na małym ekranie wcielił się w starotestamentową postać Samsona w biblijnej epopei TNT Samson i Dalila (1996) u boku Elizabeth Hurley i Dennisa Hoppera. W melodramacie telewizyjnym ABC Wesele (The Wedding, 1998) wystąpił jako pianista jazzowy i kompozytor związany z Halle Berry.
W 1996 grał na Broadwayu w spektaklu Sex and Longing.

## Filmografia

### Filmy fabularne
- 1992: Obcy wśród nas (A Stranger Among Us) jako Ariel
- 1992: Betty Lou strzela (The Gun in Betty Lou's Handbag) jako detektyw Alex Perkins
- 1993: Szósty stopień oddalenia (Six Degrees of Separation) jako Rick
- 1994: Władcy marionetek jako Sam Nivens
- 1996: Samson i Dalila (TV) jako Samson
- 1996: Joe’s So Mean to Josephine jako Joe
- 1997: Myślenie życzeniowe (Wishful Thinking) jako Jack
- 1998: Wesele (The Wedding, TV) jako Meade Howell
- 1998: Mixing Nia jako Matt
- 1999: Cedry pod śniegiem jak Carl Heine Jr.
- 1999: Prisoner of Love jako Johnny
- 2000: Shift (TV) jako Eddie
- 2001: Down jako Jeffrey
- 2005: Niepokorna (Mouth to Mouth) jako Harry
- 2006: Looking for Sunday jako Jared
- 2008: Papierowe anioły (Paper Angels, film krótkometrażowy)
- 2009: Właściwy facet (The Good Guy) jako Stephens
- 2016: Empty Window (film krótkometrażowy) jako Shane Reynolds

### Seriale TV
- 2000: The $treet jako Mike
- 2001: Prawo i porządek: Zbrodniczy zamiar jako Didier Foucault, czyli Denis Dupont
- 2002: Nie ma sprawy (Ed) jako Frank
- 2003: Prawo i bezprawie (Law & Order: Trial by Jury) jako Tommy Hedges
- 2004: Hack jako Danny Jannik
- 2005: The Barry Z Show
- 2006: Prawo i porządek: Zbrodniczy zamiar jako Don Craddock